# Ronald Riley
Ronald „Ron“ William Riley OAM  (* 14. September 1947) ist ein ehemaliger australischer Hockeyspieler. Er gewann mit der australischen Nationalmannschaft 1968 und 1976 die olympische Silbermedaille.

## Sportliche Karriere
Der 1,80 m große Ronald Riley spielte für den St. George District Hockey Club in Kyeemagh, einem Vorort von Sydney.
1968 wurden die Australier bei den Olympischen Spielen in Mexiko-Stadt in der Vorrunde Zweite hinter Pakistan. Im Halbfinale trafen sie auf die indische Mannschaft, die Australier siegten mit 2:1 nach Verlängerung. Damit erreichten die Inder erstmals seit 40 Jahren nicht das Olympiafinale. Im Finale unterlagen die Australier mit 1:2 gegen Pakistan. Bei seiner zweiten Olympiateilnahme 1972 in München belegte Haigh mit der australischen Mannschaft nur den vierten Platz in der Vorrunde. In den Platzierungsspielen erreichten die Australier den fünften Platz. Im Vorrundenspiel gegen Mexiko hatte Mittelstürmer Riley fünf der zehn australischen Tore erzielt. Insgesamt schoss Riley in München acht Tore.
Vier Jahre später bei den Olympischen Spielen 1976 in Montreal siegte in der Vorrundengruppe die Mannschaft der Niederlande. Dahinter lagen Australien und Indien gleichauf, die Australier gewannen das Entscheidungsspiel im Penaltyschießen. Im Halbfinale besiegten die Australier die Mannschaft Pakistans mit 2:1 und trafen im Finale auf die Neuseeländer. Die Neuseeländer siegten mit 1:0 und gewannen ihre einzige olympische Medaille im Hockey. Ronald Riley war in Montreal mit sieben Treffern erfolgreichster Torschütze seiner Mannschaft.
Ronald Riley wurde 1995 mit der Medaille zum Order of Australia ausgezeichnet.